# Национальный музей изобразительного искусства Молдовы
Национальный музей изобразительного искусства Молдовы (рум. Muzeul Național de Artă al Moldovei) — художественный музей в Кишинёве.
Коллекция, охватывающая период от средних веков до наших дней, насчитывает порядка 33 тысяч объектов хранения.
В музее на постоянной основе действуют экспозиции русского, европейского и восточного изобразительного искусства. Широко освещено молдавское изобразительное искусство (скульптура, графика, декоративно-прикладное искусство, живопись). Русская живопись представлена работами Ореста Кипренского, Ивана Иванова, Василия Перова, Алексея Саврасова, Ивана Айвазовского, Ивана Шишкина, Ильи Репина и других художников.

## Галерея

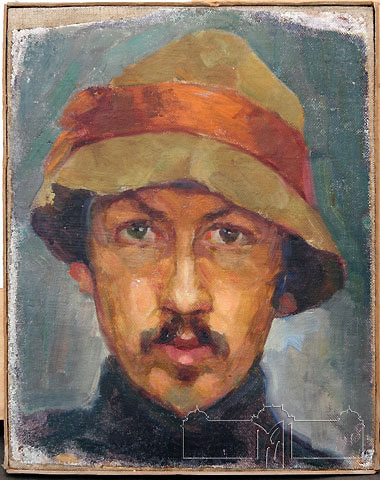
Александр Плэмадялэ (1888–1940). Автопортрет.
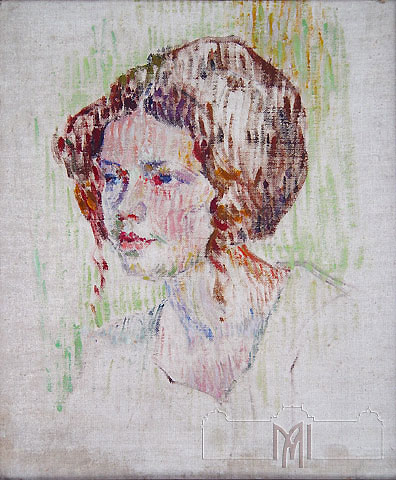
Лидия Арионеску-Байяре, (1880–1923), Женский портрет, 1904.
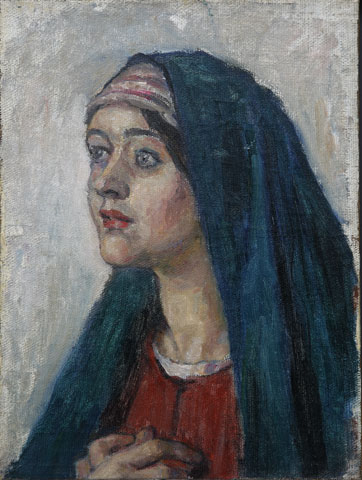
В. И. Суриков (1848–1916), Этюд к картине «Благовещение».
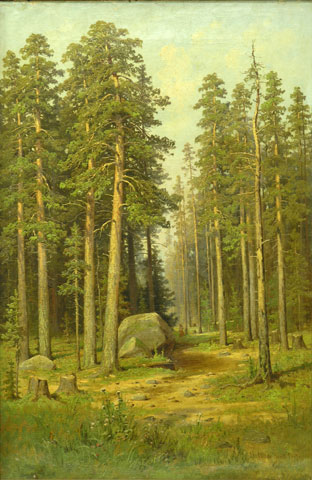
Иван Шишкин (1832–1898), Сосны.
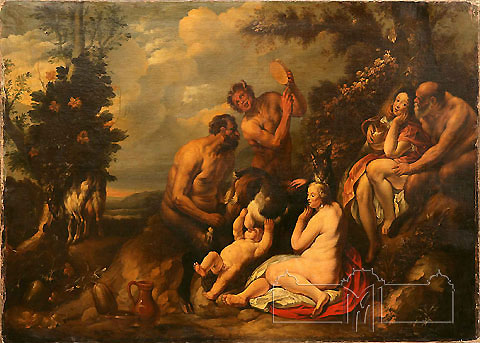
Якоб Йорданс (1563–1678), Учеба Юпитера.
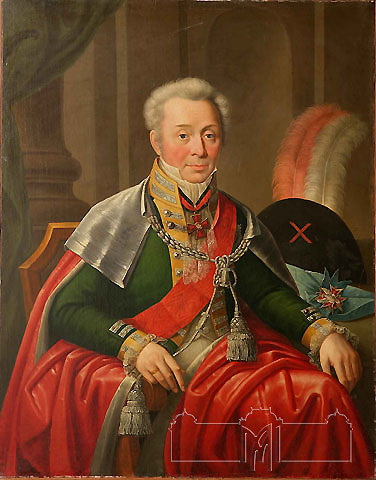
Юзеф Олешкевич (1777-1830), Портрет П. В. Мятлева, 1825.
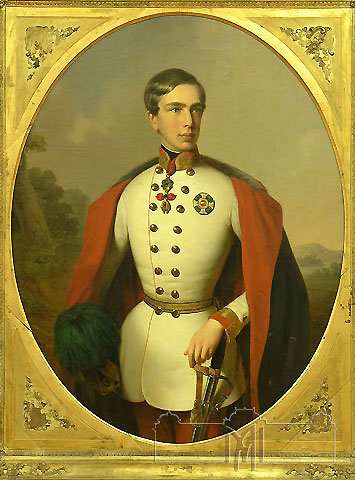
Федерико Руис (1837-1868), Император Франц Иосиф I.

### Графика

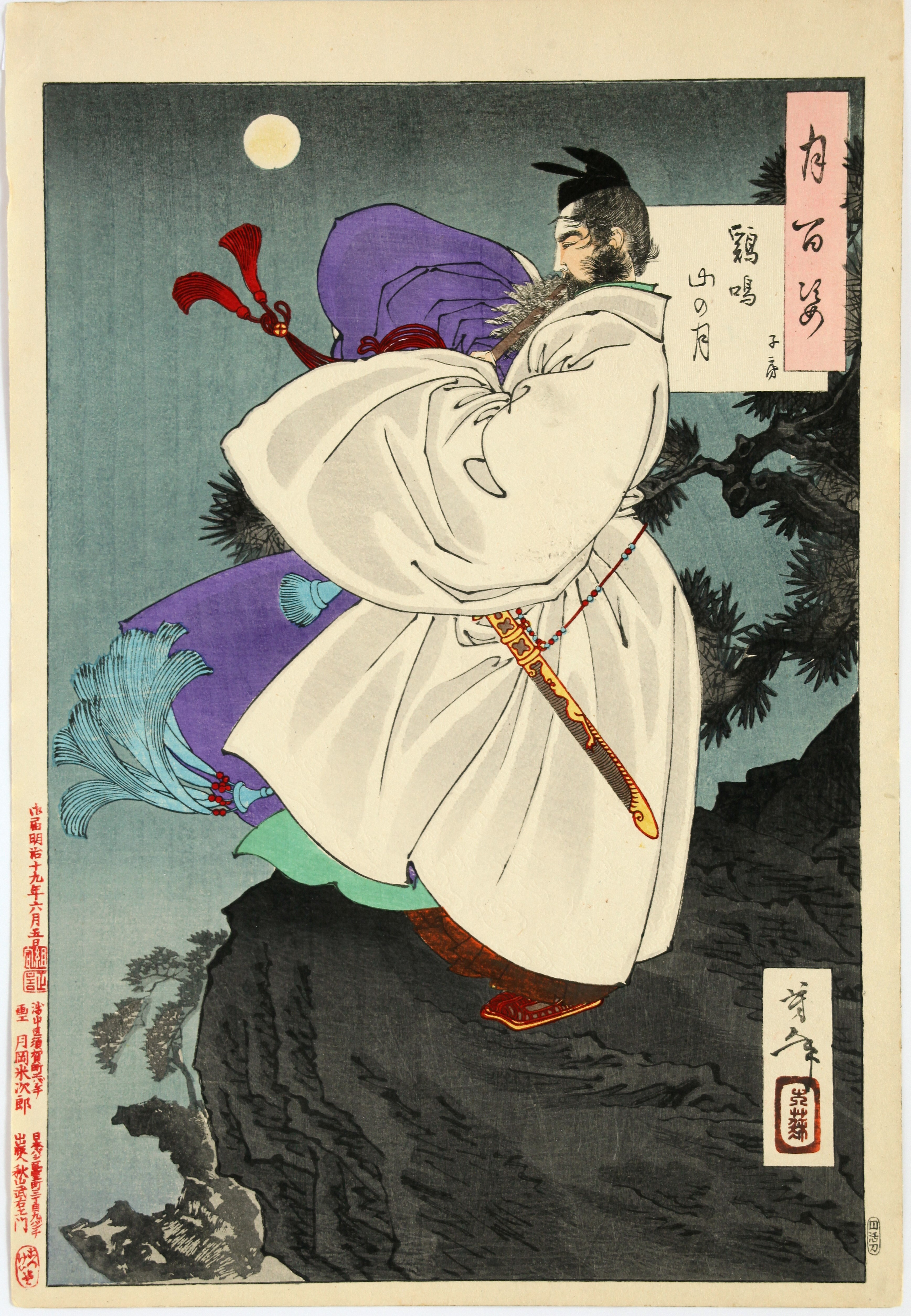
Цукиока (Тайсо) Ёситоши (1839–1892), Луна на горе Джиминг, 1886 г.
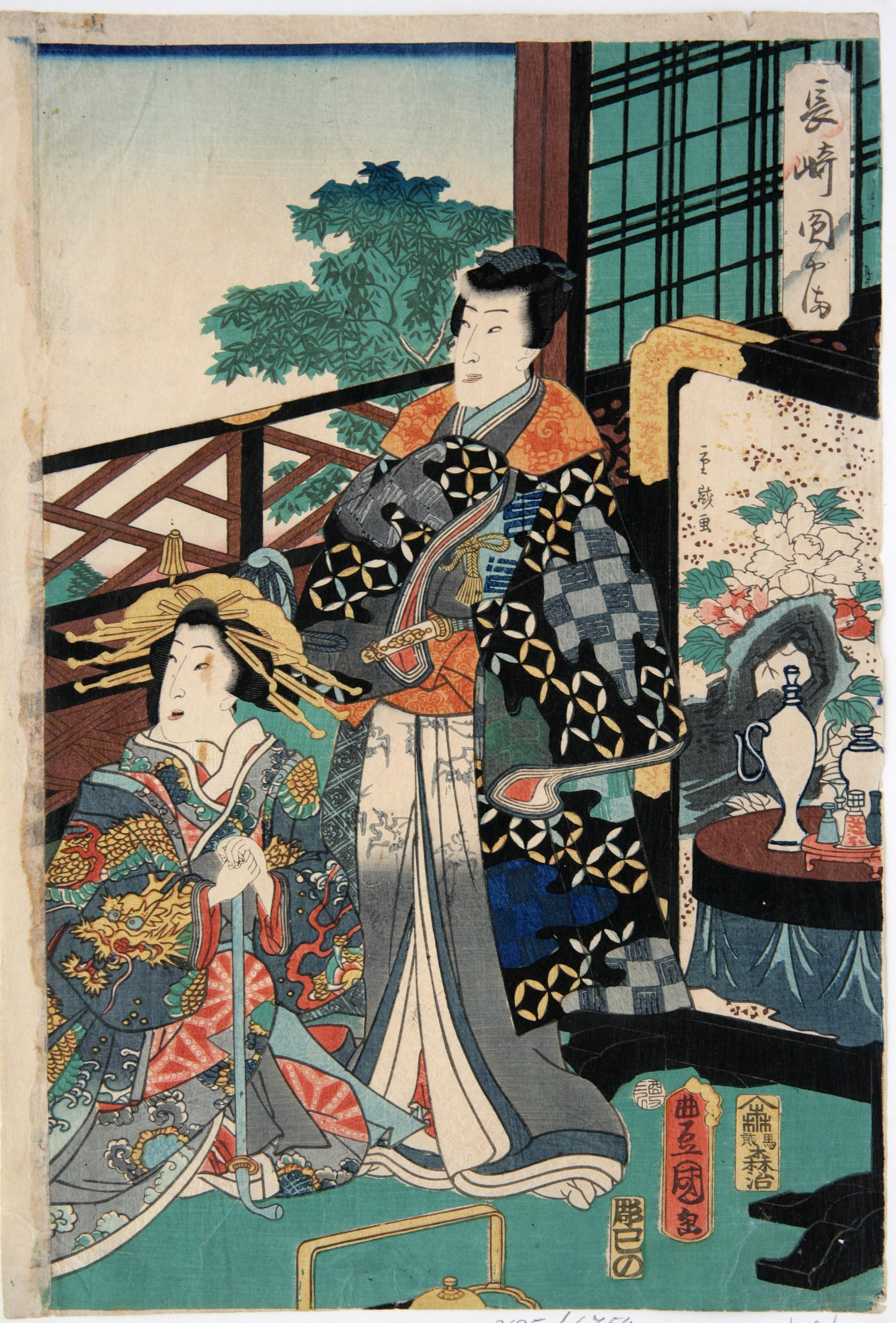
Утагава Кунисада (1786–1864), Хиросигэ II (Сигенобу) (1826–1869), Нагасаки Маруяма, район удовольствий , 1861
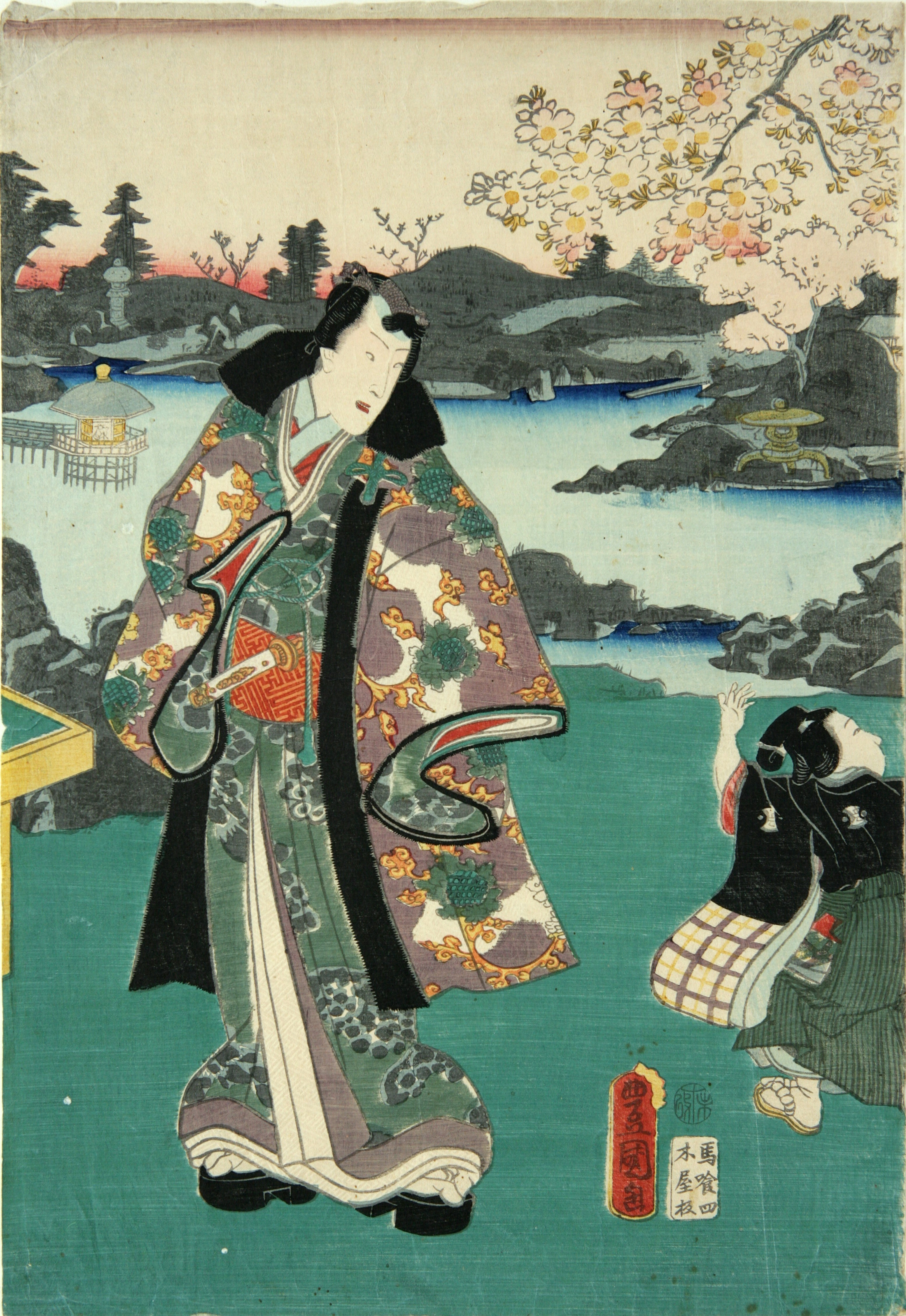
Утагава Кунисада (1786–1864), Гэндзи, современный, любуясь цветением сакуры, 1859
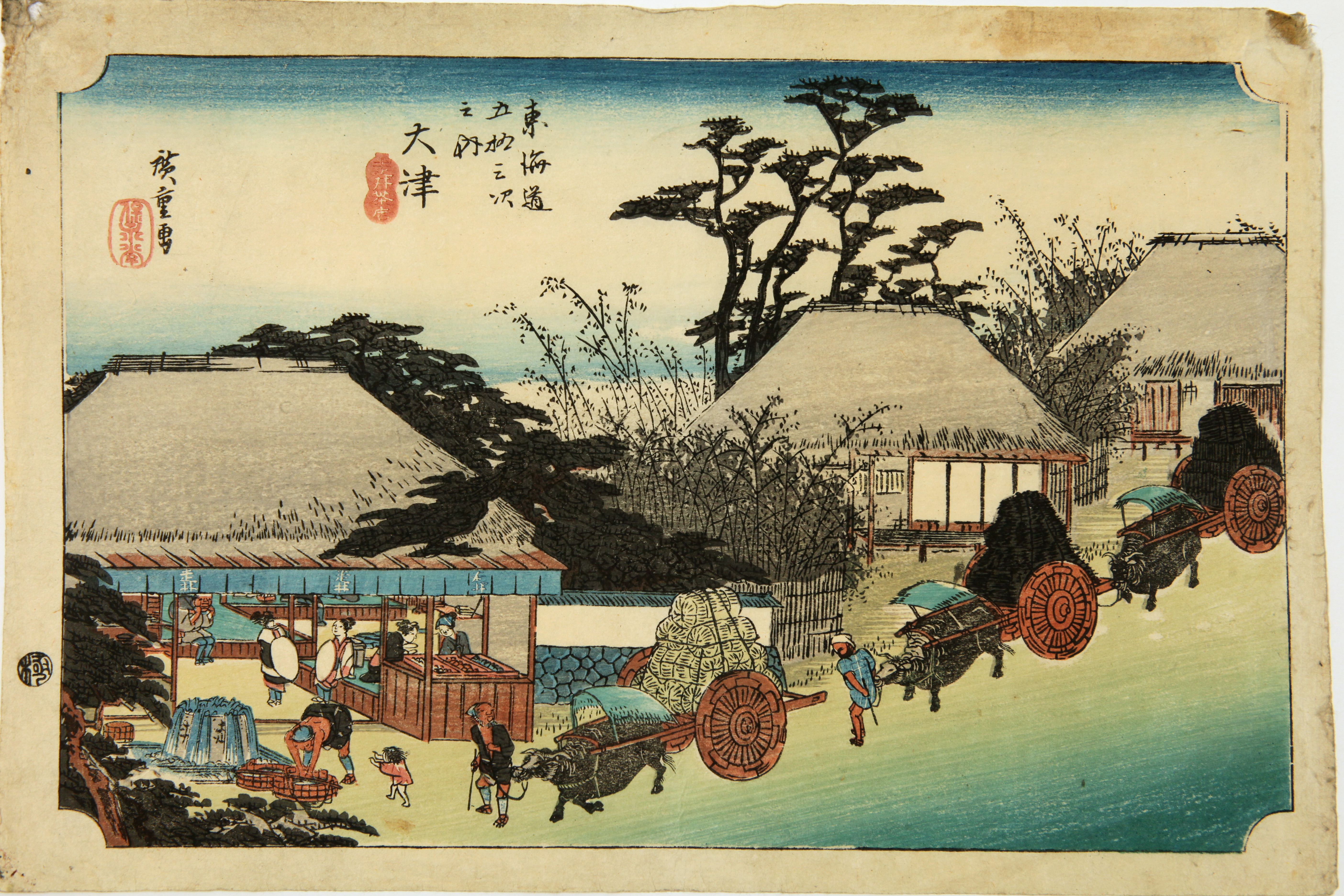
Утагава Хиросигэ (1797–1885), Чайхана Хашири
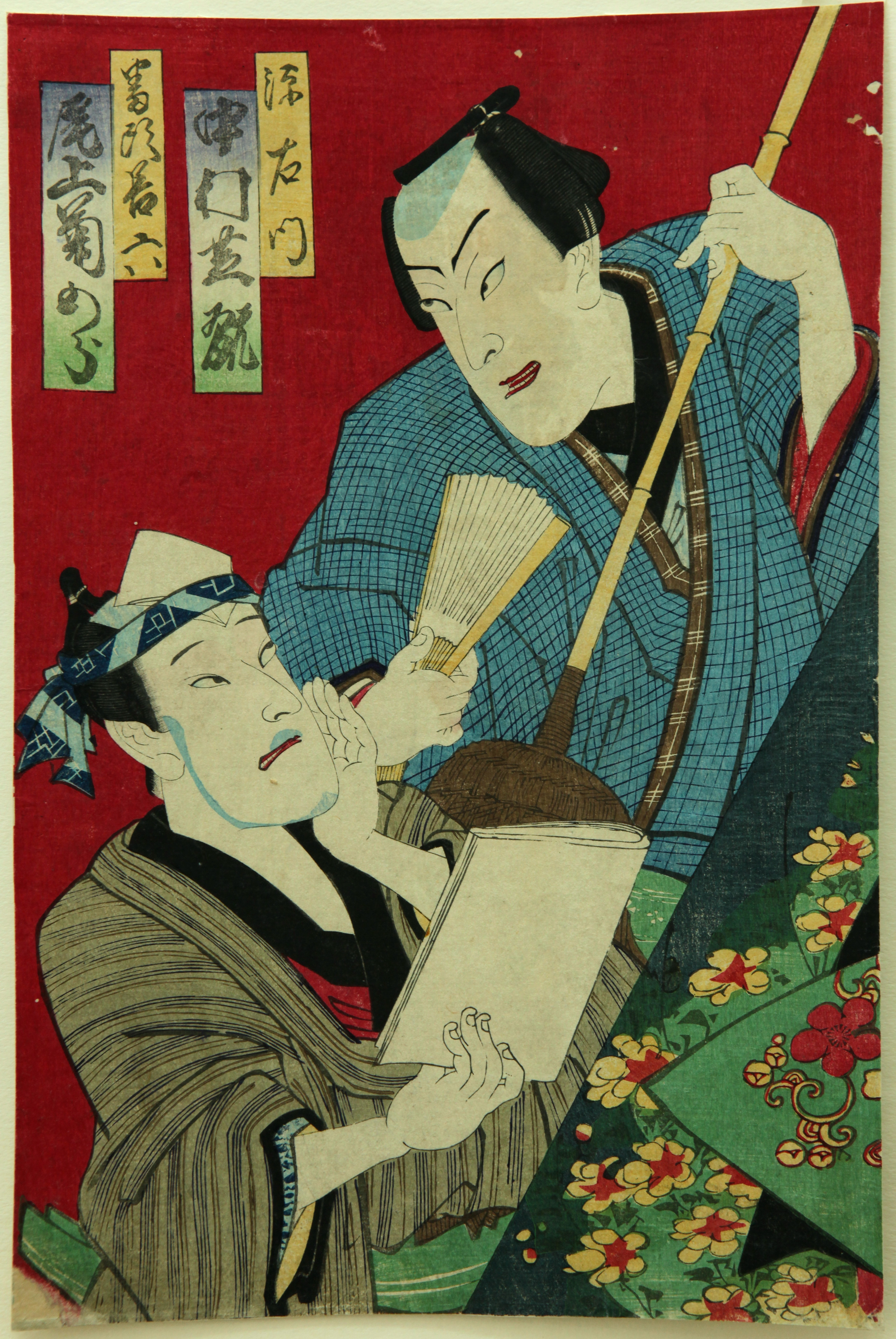
Тоёхара Куничика (1835–1900), Накамура Шикан в роли Гэн'эмона, Оноэ Кикугоро в роли Банто Дзэнроку
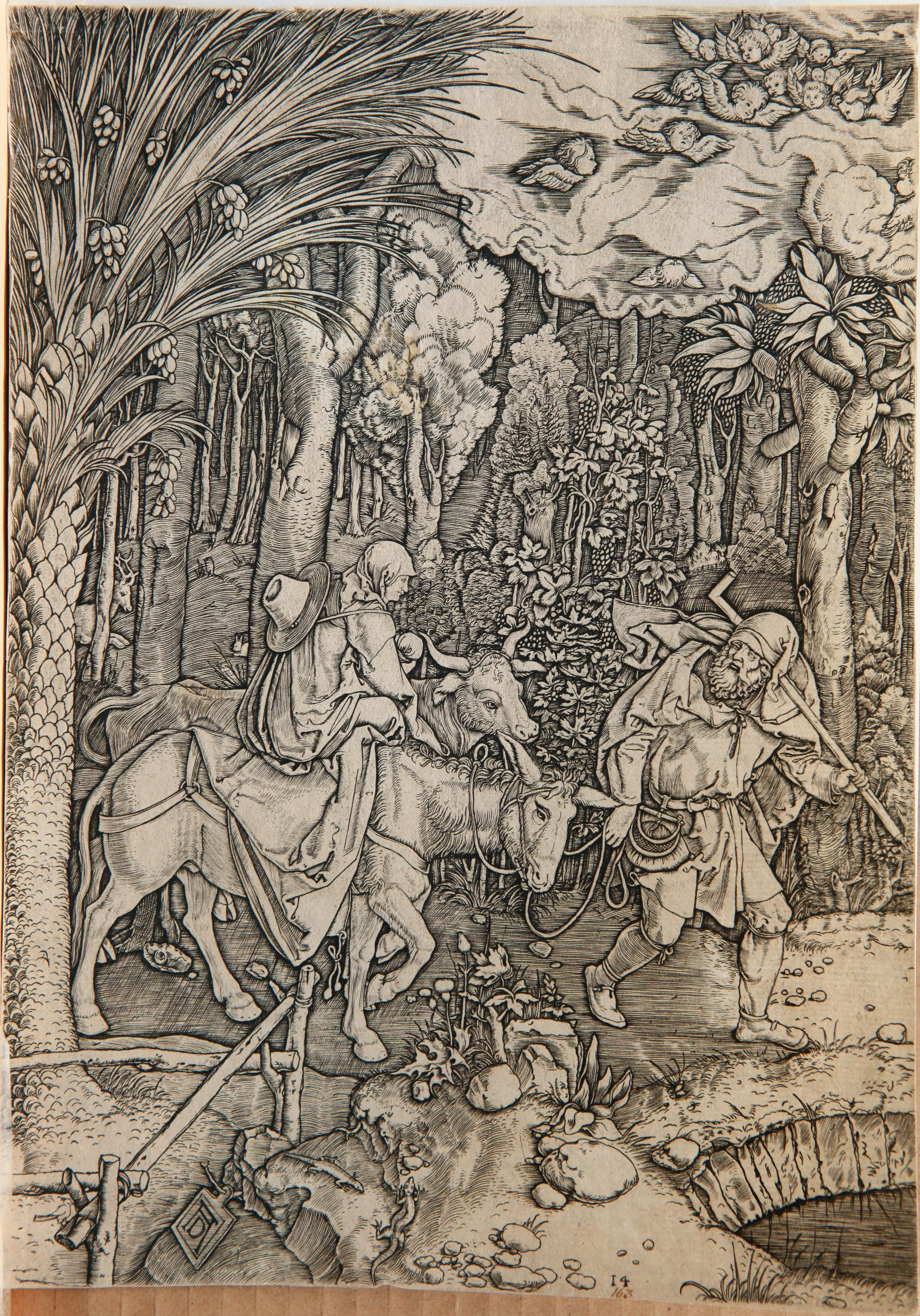
Альбрехт Дюрер (1471–1528), Бегство в Египет
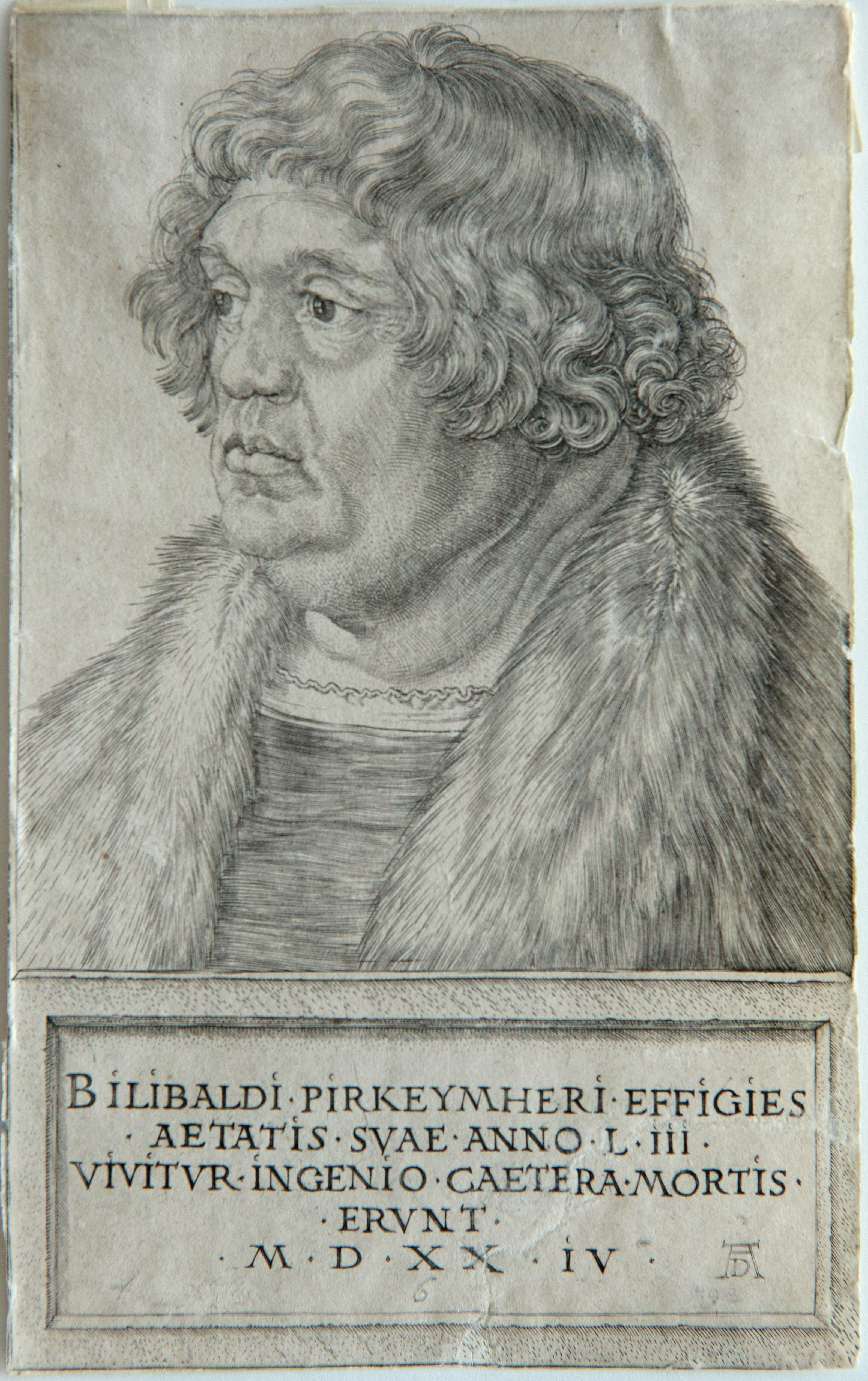
Альбрехт Дюрер (1471–1528), Портрет Билибальди Пиркеймхери